# Tetradecaedru
În geometrie un tetradecaedru este un poliedru cu 14 fețe. Există numeroase forme topologic distincte de tetradecaedre, de exemplu piramida tridecagonală și prisma dodecagonală.
Nu există niciun tetradecaedru regulat. Există trei poliedre arhimedice și opt poliedre Johnson cu câte 14 fețe.

## Forme convexe
Există 1 496 225 352 de tetradecaedre convexe topologic distincte, excluzând imaginile în oglindă, având cel puțin 9 vârfuri. Adică între aceste cazuri există diferențe semnificative în structura topologică, ceea ce înseamnă că două tipuri de poliedre nu pot fi transformate prin deplasarea pozițiilor vârfurilor, rotirea sau scalarea. Nu se pot interschimba, așa că structura lor topologică este diferită.

### Tetradecaedre arhimedice
Există trei poliedre arhimedice cu 14 fețe: cuboctaedrul, cubul trunchiat și octaedrul trunchiat.
|                                      |                                          |                                           |
| Cuboctaedru 8 triunghiuri, 6 pătrate | Cub trunchiat 8 triunghiuri, 6 octogoane | Octaedru trunchiat 6 pătrate, 8 hexagoane |

### Tetradecaedre Johnson
Există opt poliedre Johnson cu 14 fețe: J18, J27, J51, J55, J56, J65, J86, J91
|                                                                        |                                                          |                                                        |                                                                               |                                                                               |                                                                          |                                             |                                                               |
| Cupolă triunghiulară alungită, J18 4 triunghiuri, 9 pătrate, 1 hexagon | Ortobicupolă triunghiulară, J27 8 triunghiuri, 6 pătrate | Prismă triunghiulară triaugmentată, J51 14 triunghiuri | Prismă hexagonală parabiaugmentată, J55 8 triunghiuri, 4 pătrate, 2 hexagoane | Prismă hexagonală metabiaugmentată, J56 8 triunghiuri, 4 pătrate, 2 hexagoane | Tetraedru trunchiat augmentat, J65 8 triunghiuri, 3 pătrate, 3 hexagoane | Sfenocoroană, J86 12 triunghiuri, 2 pătrate | Bilunulăbirotondă, J91 8 triunghiuri, 2 pătrate, 4 pentagoane |

### Exemple de alte tetradecaedre convexe
|                                               |                                                   |                                                     |                                       |                                             |                                     |                                                            |                                                              |
| Prismă dodecagonală 12 pătrate, 2 dodecagoane | Antiprismă hexagonală 12 triunghiuri, 2 hexagoane | piramidă tridecagonală 13 triunghiuri, 1 tridecagon | Bipiramidă heptagonală 14 triunghiuri | Bitrunchi hexagonal 12 trapeze, 2 hexagoane | Trapezoedru heptagonal 14 romboedre | Trapezoedru hexagonal trunchiat 12 pentagoane, 2 hexagoane | Neregulat, dar care umple spațiul 12 pentagoane, 2 hexagoane |

## Tetradecaedre neconvexe
|                           |                                              |                                               |
| Hexaedru trunchiat stelat | Tetradecaedru neconvex cu fețe triunghiulare | Poliedrul lui Steffen, tetradecaedru flexibil |